# Cerkiew Narodzenia Najświętszej Maryi Panny w Mołodyczu
Cerkiew Narodzenia Najświętszej Maryi Panny w Mołodyczu – drewniana parafialna cerkiew greckokatolicka, znajdująca się w Mołodyczu.

## Historia
Pierwsza cerkiew w Mołodyczu pw. Narodzenia Najświętszej Marii Panny została zbudowana w 1716 roku z fundacji Adama Mikołaja Sieniawskiego. W 1830 roku parochia liczyła 1332 wiernych (w tym: 609 – Mołodycz i 723 – Zaradawa) i była już szkoła parafialna.
Parochowie w Mołodyczu.
1784(?)–1788. Teodor Czuryło.
1789–1836. Jerzy Nazarewicz (zmarł 16 lipca 1836 w Mołodyczu).
1836–1837. Julian Kmicikiewicz (administrator).
1837– ?. Jan Denesowicz.
1865-1893. Wasyl Lisikiewicz (zmarł 25 marca 1893 w Mołodyczu)
1893–1894. Jan Lisikiewicz.
1890–1919. Iwan Chomza (zmarł w 1919 roku w Mołodyczu).
1923–1936. Dymitr Borowiec (zmarł 12 października 1936 w Mołodyczu).
1936–1937. Nestor Kuźnicz (administrator).
1937–1945. Michał Zaworotiuk.
W latach 1873–1875 wikariuszem w Mołodyczu był Konstantyn Czechowicz (późniejszy Eparcha Przemyski).
Parochia należała do dekanatu jarosławskiego, po I wojnie światowej do dekanatu sieniawskiego.
Po wysiedleniu grekokatolików, opuszczona cerkiew została zaadaptowana na kościół rzymskokatolicki, który był użytkowany do czasu zbudowania murowanego kościoła w 2004 roku.

## Galeria

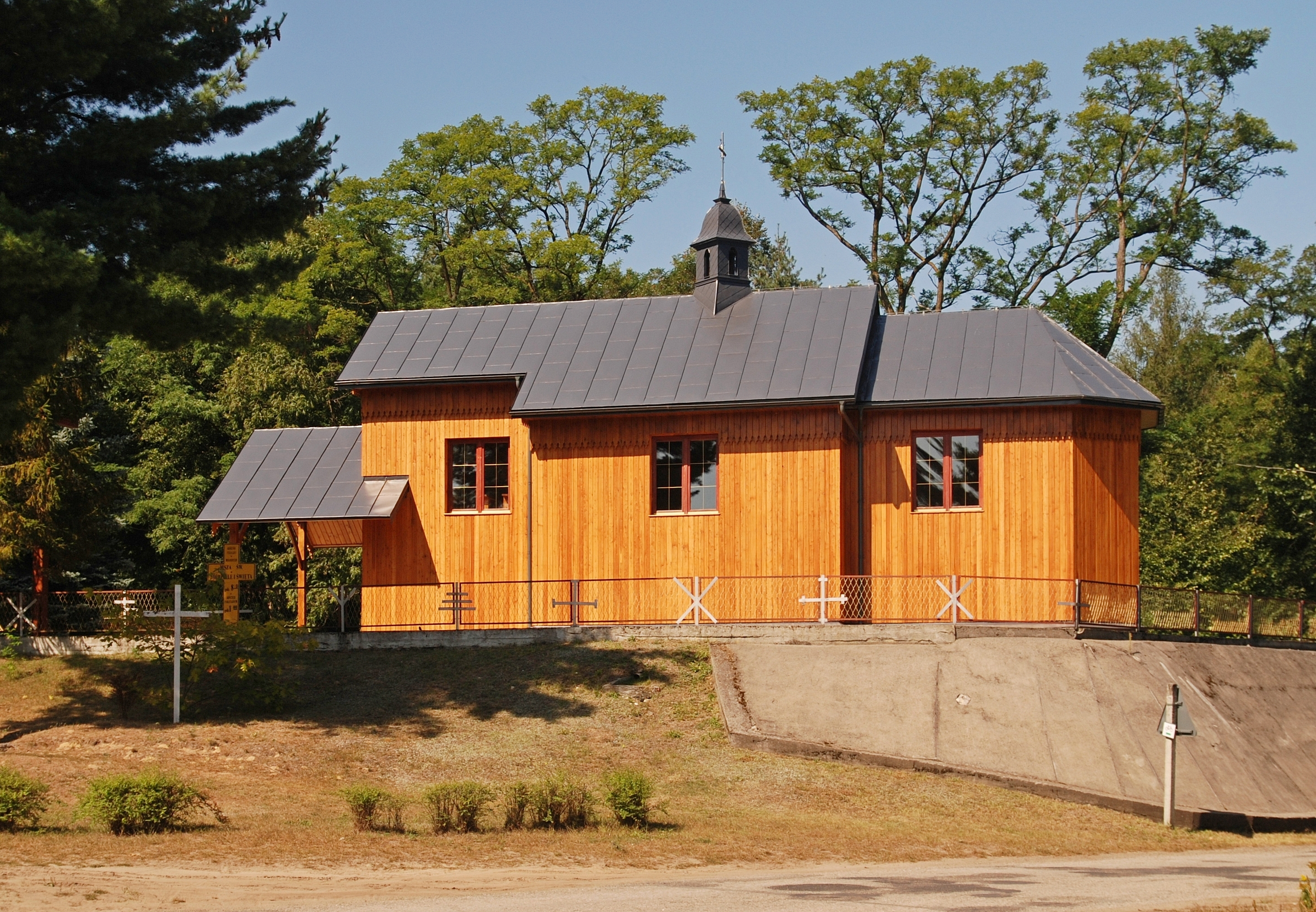
Elewacja południowa
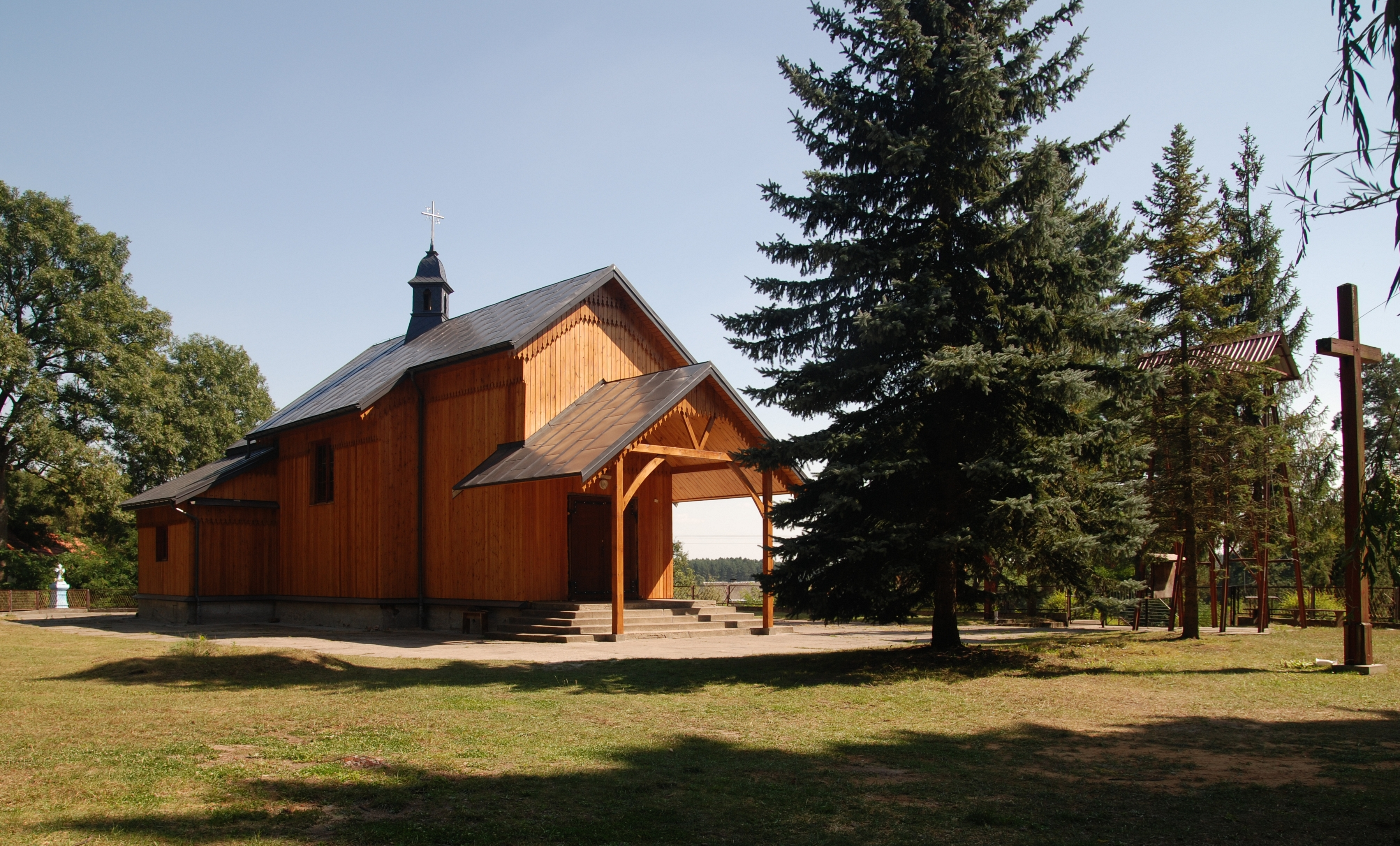
Widok na wejście
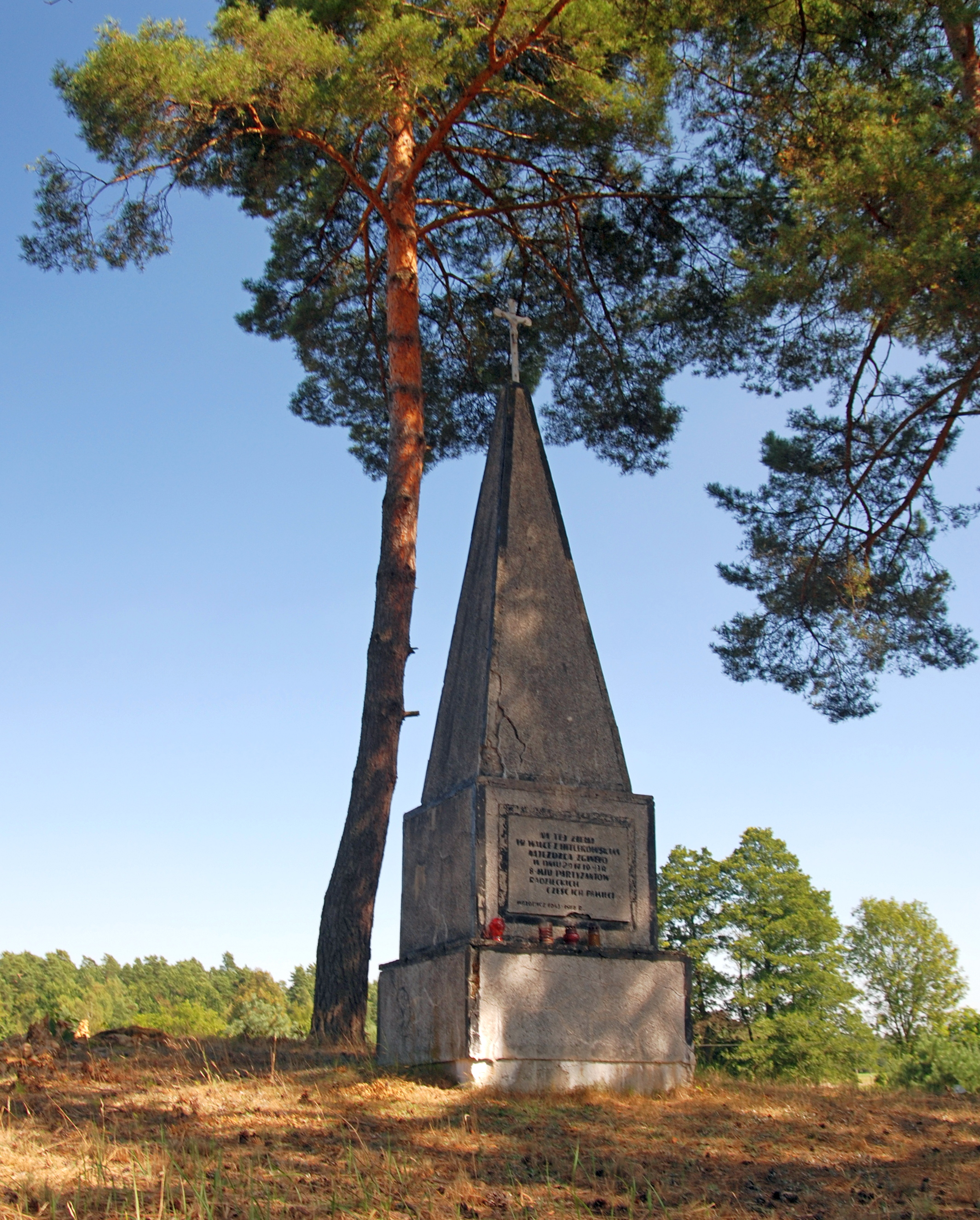
W pobliżu